# Ребристі тритони
Ребристі тритони (Pleurodelinae) — підродина земноводних родини саламандрові ряду Хвостаті. Має 16 родів та 78 видів.

## Опис
Загальна довжина представників цієї підродини коливається від 5 до 24 см. Спостерігається статевий диморфізм: самиці більші за самців. У більшості видів голова широка, пласка або трикутної форми. Тулуб масивний, пухкий, широкий. Особливістю є виступаючі ребра. У різних видів вони виглядають по-різному та в різній сприймаються на перший погляд. Шкіра груба, з бородавками або горбиками. Кінцівки добре розвинені, переважно з 4—5 пальцями. Хвіст за довжиною дорівнює голові та тулубу разом узятих або менший за них.
Забарвлення переважно сіре, буре, коричневе, чорне, інколи з різними світлими плямочками або цяточками.

## Спосіб життя
Населяють різні ландшафти. Ведуть напівводяний спосіб життя. Трапляються на висоті до 3000 м над рівнем моря. Активні переважно у присмерку або вночі, проте низка видів активні і вдень. Живляться безхребетними, рибою, іншими земноводними, мишоподібними, плазунами.
Це все яйцекладні амфібії.

## Поширення
Мешкають в Європі, Північній Африці, на Близькому Сході, у Центральній, Південній та Східній Азії, Північній Америці.

## Роди
- Рід Calotriton
- Рід Cynops
- Рід Echinotriton
- Рід Euproctus
- Рід Laotriton
- Рід Lissotriton
- Рід Mesotriton
- Рід Neurergus
- Рід Notophthalmus
- Рід Ommatotriton
- Рід Pachytriton
- Рід Paramesotriton
- Рід Pleurodeles
- Рід Taricha
- Рід Triturus
- Рід Tylototriton